# Max Neufeld
Max Neufeld, también conocido como Maximilien Neufeld (13 de febrero de 1887 – 2 de diciembre de 1967) fue un director, actor y guionista cinematográfico de nacionalidad austriaca. A lo largo de su carrera, entre 1919 y 1957, rodó un total de  setenta filmes.

## Biografía
Nacido en Guntersdorf, Austria, tras seguir estudios en una escuela teatral de Viena, Neufeld obtuvo su primer papel en 1905, como actor en un teatro de Klagenfurt. Se presentó en provincias y en Viena, en el Theater in der Josefstadt. Se especializó en primeros papeles jóvenes y en personajes fornidos en diversos dramas, debutando en el cine en 1913 con los estudios Wiener Kunstfilm, para los cuales hizo diversos papeles en cintas como Johann Strauß an der schönen blauen Donau, Treue Seelen o Unter falscher Flagge. Al año siguiente obtuvo su primer gran papel, el que interpretó en Der Pfarrer von Kirchfeld.
Oficial de artillería durante la Primera Guerra Mundial, tras la misma volvió al cine, donde consiguió la popularidad en películas como Freier Dienst (1918), Don Cäsar, Graf von Irun (1918), Die Ahnfrau (1919), Don Ramiro y Der tote Hochzeitsgast (1921). Como primer actor masculino en películas vienesas, actuó junto a intérpretes como Hansi Niese, en Frau Gertrud Namenlos (1914), o Liane Haid, en la cinta de propaganda Mit Herz und Hand fürs Vaterland (1915).
Raramente varió el tipo de personaje interpretado. Sin embargo, en 1920 encarnó a un monje en Eva, die Sünde, y en 1921 a un psiquiatra en Das Weib des Irren. Bajo su propia dirección, en 1926 fue Rasputín en Brandstifter Europas, un personaje sombrío y demoniaco completamente diferente a su registro habitual.
A partir de 1921 realizó principalmente dramas, melodramas, comedias e historias de aventuras, además de actuar, la mayor parte del tiempo, en sus propias producciones. En la segunda mitad de los años 1920, se dedicó al rodaje de comedias de estilo vienés, como Der Balletterzherzog, pero también de filmes más profundos, como Die Strecke. En 1923 rodó, para Vita-Film, la primera versión cinematográfica de Los cuentos de Hoffmann, en la que él interpretaba el papel principal. En 1922 había llegado a ser miembro del consejo ejecutivo de Filmbund, una organización entonces recién creada, cuya función era la defensa de los intereses de los cineastas austriacos. 
Mediada la década de 1920, Neufeld escribió en ocasiones los guiones de sus películas y, hacia el final del decenio, rodó también en Alemania, para la compañía berlinesa Nero-Film, para la cual produjo Eine Nacht im Grandhotel en 1931. En 1932 rodó para Cine-Allianz Sehnsucht 202, una coproducción austroalemana sobre los desempleados a causa de la Gran Depresión de 1929.
El ascenso de los Nazis al poder en Alemania en 1933 obligó a Neufeld, que era judío, a dejar Berlín y viajar a Viena, París, Roma y Madrid. En 1936, la Reichsfilmkammer se negó a concederle el permiso especial requerido para poder continuar su obra cinematográfica en Alemania, al tiempo que se prohibía la importación de producciones en las cuales él trabajaba. A pesar de la prohibición que tenían los judíos de trabajar en el cine en Austria a partir de 1936, él permaneció en Viena hasta el Anschluss. Después se mudó a Roma, donde trabajó hasta 1941, antes de ir a España, país en el que dirigió Madrid de mis sueños, una coproducción italoespañola. En Italia trabajó en varias ocasiones con Alida Valli, en películas de gran éxito como Mille lire al mese.
El fin de la Segunda Guerra Mundial le permitió volver, en 1948, a Roma, donde prosiguió sus actividades hasta 1953, año en el que retornó a Viena, ciudad en la que rodó en 1957 su último film, Der schönste Tag meines Lebens. 
Max neufeld falleció en Viena, Austriaen 1967. Era el hermano menor del actor Eugen Neufeld.

## Selección de su filmografía

### Director
| - Stahl und Stein, codirigida con Hans Rhoden (1919) - Der ledige Hof, codirigida con Hans Rhoden (1919) - Winterstürme (1920) - Hoffmanns Erzählungen (1923) - Der Balletterzherzog. Ein Wiener Spiel von Tanz und Liebe (1926) - Die Familie ohne Moral (1927) - Die Strecke (1927) - Der Geliebte seiner Frau (1928) - Die beiden Seehunde (1928) - Opernredoute (1931) - Due cuori felici (1932), guion - Eim bisschen liebe fur dich (1932) - Sehnsucht 202 (1932) - Une jeune fille et un million (1932) - Der Orlow (1932) - La canzone del sole (1933) | - La casa del peccato (1938) - Mille lire al mese (1938) - Assenza ingiustificata (1939) - Ballo al castello (1939) - Una moglie in pericolo (1939) - Cento lettere d'amore (1940) - Fortuna (1940) - La prima donna che passa (1940) - Taverna rossa (1940) - La canzone rubata (1941) - Buongiorno, Madrid! (1942) - Idillio a Majorca (1942) - Il tiranno di Padova (1946) - Un uomo ritorna (1946) - Licenza premio (1951) - Abracadabra (1952) |

### Actor
- Treue Seelen (1913)
- Unter falscher Flagge (1914)
- Winterstürme, de Max Neufeld (1920)
- Hoffmanns Erzählungen, de Max Neufeld (1923)
- Die Tochter der Frau von Larsac, de Jacob Fleck y Luise Fleck  (1924)

### Guionista
- Der Balletterzherzog. Ein Wiener Spiel von Tanz und Liebe, de Max Neufeld (1926)